# Гребенево (Алёшинское сельское поселение)
Гребенево — деревня в Кирилловском районе Вологодской области.
Входит в состав Алёшинского сельского поселения, с точки зрения административно-территориального деления — в Ивановоборский сельсовет.
Расстояние до районного центра Кириллова по автодороге — 33 км, до центра муниципального образования Шиндалово по прямой — 11 км. Ближайшие населённые пункты — Пестерево, Шевинская, Нечаево, Гвоздево.
По переписи 2002 года население — 9 человек.